# Seznam kanadskih skladateljev
Seznam kanadskih skladateljev.

## A
- Lucio Agostini (1913-1996) (italijansko-kanadski)
- Louis Applebaum (1918-2000)
- Violet Archer (1913-2000)

## B
- Milton Barnes (1931-2001)
- John Beckwith (1927-2022)
- John Burge (1961-)
- Michael Bushnell (1950-)

## C
- John Celona (1947-)
- Claude Champagne (1891–1965)
- Stephen Chatman (1950-)
- Jean Coulthard (1908–2000)

## D
- Robert Nathaniel Dett (1882–1943)
- Rudi Martinus van Dijk (1932-2003) (nizozem.-kanadski)
- François Dompierre (1943-)

## E
- Arne Eigenfeldt (1962-)

## F
- Malcom Forsyth (1936–2011) (južnoafriško-kanadski)

## G
- Srul Irving Glick (1934–2002)
- Glenn Gould (1932-1982)

## H
- Marc-André Hamelin (1961-)
- Keith Hammel (1956-)

## K
- Jānis Kalniņš (1904-2000) (latvijsko-kanadski)
- Nikolai Korndorf (1947-2001)

## L
- Calixa Lavallée (1842-1891) (franc.-kanadsko-ameriški)
- Alexina Louie (1949-)

## M
- André Mathieu (1929-1968)
- Klaro Marija Mizerit (1914-2007) (slov.-kanadski)
- Erik Mongrain (1980-)
- Oskar Morawetz (1917-2007)
- Marjan Mozetich (1948-)

## P
- Jean Papineau-Couture (1916-2000)
- Alex Pauk (1945-)
- Barbara Pentland (1912-2000)
- Clermont Pépin (1926-2006)
- Oscar Peterson (1925-2007)
- Bob Pritchard (1956-)

## R
- Sylvia Rickard (1937-)
- Stan Rogers (1949-1983)
- Jeffery Ryan (1962-)

## S
- Ron Samworth (1961-)
- R. Murray Schafer (1933-2021)
- Paul Shaffer (1949-)
- Ana Sokolović (1968-) (srbsko-kanadska)
- Paul Steenhuisen (1965-)

## T
- Daniel Theaker (1967-)
- Bramwell Tovey (1953-)
- Barry Truax (1947-)

## W
- John Jacob Weinzweig (1913-2006)
- Elliot Weisgarber (1919-2001)
- Hildegard Westerkamp (1946-) (nem.-kanadska)